# 韦尔滕施米德
韦尔滕施米德是德國的電子遊戲開發商，1990年創辦，主要開發德語文字冒險遊戲，2006年結業。

## 作品
- 沙漏（德语：Das Stundenglas）（1990年）
- 主教座堂（1991年）
- 黑克苏玛（德语：Hexuma）（1992年）
- 洞窟世界傳說（德语：Höhlenweltsaga）（1994年）
- 阿奇博尔德·阿普尔布鲁克的冒险（1995年）
- 龙火：灵魂之井（2000年，德語在地化）
- Trivocum（2005年）